# Taiyō to umi no kyōshitsu
Taiyō to umi no kyōshitsu (太陽と海の教室) est une série télévisée japonaise de dix épisodes, diffusée initialement sur Fuji TV du 21 juillet au 22 septembre 2008.

## Synopsis
Alors que les élèves de la classe 3-1 sont tous préoccupés par leurs révisions pour leurs examens, un nouveau professeur principal, Sakurai Sakutaro, arrive au Lycée. 
Même si ses nouveaux élèves le trouvent stupide et sans intérêt, il va tout faire pour leur montrer qu'ils sont les seuls à pouvoir décider de leur avenir.

## Distribution
- Oda Yuji : Sakurai Sakutaro
- Kitano Kie : Shirosaki Riku
- Okada Masaki : Negishi Hiroki
- Kitagawa Keiko : Enokido Wakaba
- Hamada Gaku : Tabata Hachiro
- Yoshitaka Yuriko : Yashima Akari